# Indra (Vorname)
Indra ist ein männlicher und weiblicher Vorname. Als männlicher Vorname ist er eher in Asien, als weiblicher Vorname eher in Europa anzutreffen.

## Variante
- Indrė, litauisch

## Bekannte Namensträger
- Indra (Dichter) (1875–1921), armenisch-osmanischer Dichter, Maler und Lehrer
- Indra Gunawan (1947–2009), indonesischer Badmintonspieler
- Indra Sinha (* 1950), britischer Schriftsteller indischer Herkunft
- Indra Wijaya (* 1974), singapurischer Badmintonspieler indonesischer Herkunft
- Indra Sahdan Bin Daud (* 1979), singapurischer Fußballspieler
- Indra Putra Mahayuddin (* 1981), malayischer Fußballspieler
- Indra Bagus Ade Chandra (* 1987), indonesischer Badmintonspieler
- Viki Indra Okvana (* 1988), indonesischer Badmintonspieler

## Bekannte Namensträgerinnen
Künstlername
- Indra (Sängerin) (* 1967, eigentlich Indra Kuldassar), schwedische Sängerin

Vorname
- Indra Afia (* um 1980), deutsche Sängerin
- Indra Nooyi (* 1955), in Indien geborene US-Unternehmerin
- Indra Ové (* 1967), britische Schauspielerin
- Indra Spiecker genannt Döhmann (* 1970), deutsche  Rechtswissenschaftlerin und Professorin
- Indra Kupferschmid (* 1973), deutsche  Typografin und Professorin
- Indra Gerdes (* 1975), deutsche Moderatorin und Fernsehschauspielerin
- Indra Rios-Moore (* 1980), amerikanische Jazzsängerin